# Одяг унісекс

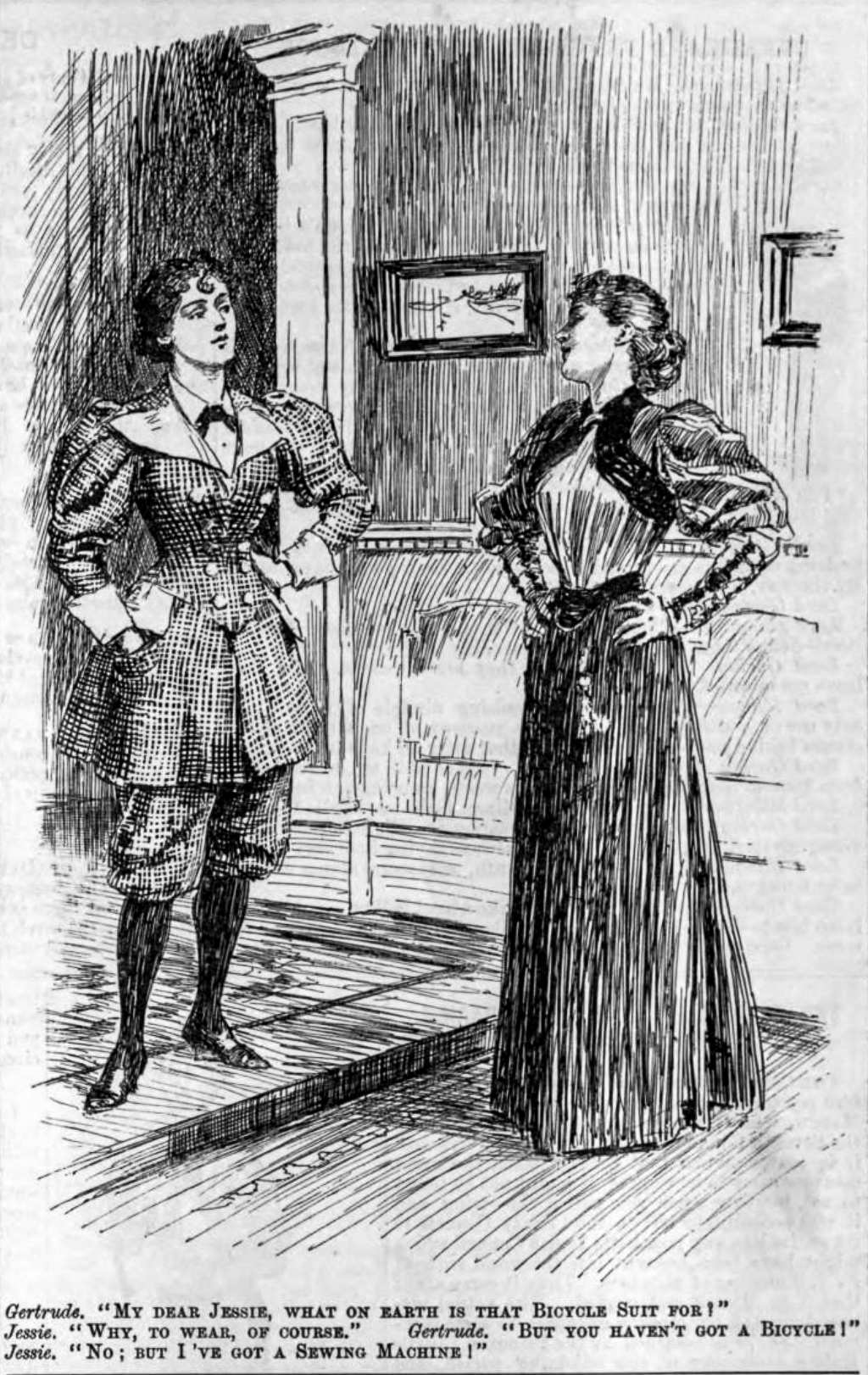
«Велосипедний костюм», карикатура з журналу «Панч» (1895)

Одяг унісекс призначений для обох статей. Термін унісекс вперше був використаний у 1968 році в американському журналі Лайф, який виходив щотижня з 1883 по 1972 рік.

## Історія
Хоча перше використання терміна «унісекс» датується 1960-ми, можна стверджувати, що перша поява «одягу унісекс» датується кінцем ХІХ століття як частина «вікторіанської реформи одягу». 
В ХІХ столітті модний одяг, який зародився у Франції, відображав домінування традиційних жіночих ролей. Відоме твердження Джона Бергера «чоловіки діють, жінки з'являються» ілюстує, що в західноєвропейських культурах роль чоловіків вважається активною, а роль жінок — пасивною. Ця асиметрія візуалізувалася в одязі у ХІХ столітті: жінкам все більше приписували модний одяг, одяг, який позбавляв їх можливості бути активними через, наприклад, важкі кринолінові сукні, в той час як чоловіки мали можливість бути активними завдяки раціональному і простому одягу. 
Спроба розвинути альтернативні жіночі ролі за допомогою альтернативного одягу почалася в Англії та США. Так, феміністки засуджували використання корсетів, які калічили внутрішні органи й інвалідизували, і комплектів обтяжливого одягу. Вони зосереджували свої пропозиції щодо реформи одягу на запровадженні штанів для жінок. Однак вони не досягли широкої підтримки жінок за межами своєї групи через сексистські вірування ХІХ ст., в центрі яких була «віра у фіксований гендер та величезні відмінності — фізичні, психологічні та інтелектуальні — між чоловіками та жінками». Одним із прикладів цього був організований «Симпозіум з одягу», на якому було представлено три дизайни, які включали або спідницю, або штани. Ці пропозиції щодо реформи одягу на той час були дуже суперечливими та вважалися жінками середнього класу занадто радикальними, тому вони більше схилялися до відчуження, ніж до залучення до руху за права жінок.
Пліднішою розповіддю про визнання нонконформістського костюму того часу є історія «альтернативного одягу». Альтернативний стиль одягу можна описати як «сукупність ознак, запозичених з чоловічого одягу, які з'являлися іноді поодинці, іноді в поєднанні одне з одним, але завжди пов'язані з предметами жіночого одягу». Цей альтернативний одяг є формою невербальної комунікації та відрізняється від «вікторіанської реформи одягу» (як згадувалося вище), будучи формою вербальної комунікації. Наприклад, їзда на велосипеді наприкінці ХІХ століття не вважалася суто чоловічим видом спорту. Тому жінки могли носити спідниці з розрізами та кофтинки до колін, зручні для велосипедної їзди, не задумуючись над гендерними ролями, адже цей «альтернативний одяг» не мав на меті підривати патріархат. Згодом цей та багато інших прикладів альтернативного одягу, наприклад, уніформа, стали більш ефективними у донесенні послання, ніж реформи одягу, оскільки альтернативний одяг мав більше «прихильників» у повсякденному житті. Отже, велосипед можна розглядати як «один із символів емансипації», який змінив ставлення до жіночого спортивного одягу.
У повісті 1887 року «Республіка майбутнього» американська письменниця Анна Бовмен Додд зобразила майбутній Нью-Йорк, у якому «чоловіки та жінки одягаються однаково». Будучи консерваторкою, Додд вважала це негативним явищем, однією з рис, яка перетворює майбутнє, яке вона описувала, на антиутопію.
Зрештою, в 1960-ті «унісекс» і «одяг унісекс» набули значного поширення. Тенденція «унісекс» виникла у відповідь на молодіжну революцію та рух хіпі 1960-х і рух визволення жінок початку 1970-х. Однак цю тенденцію можна вважати пізнішою формою модного одягу, оскільки вона підтверджує традиційну жіночу роль, підпорядковану чоловічій ролі, оскільки «одяг унісекс», здебільшого, представляє є зміненим чоловічим одягом.

## Сучасний одяг

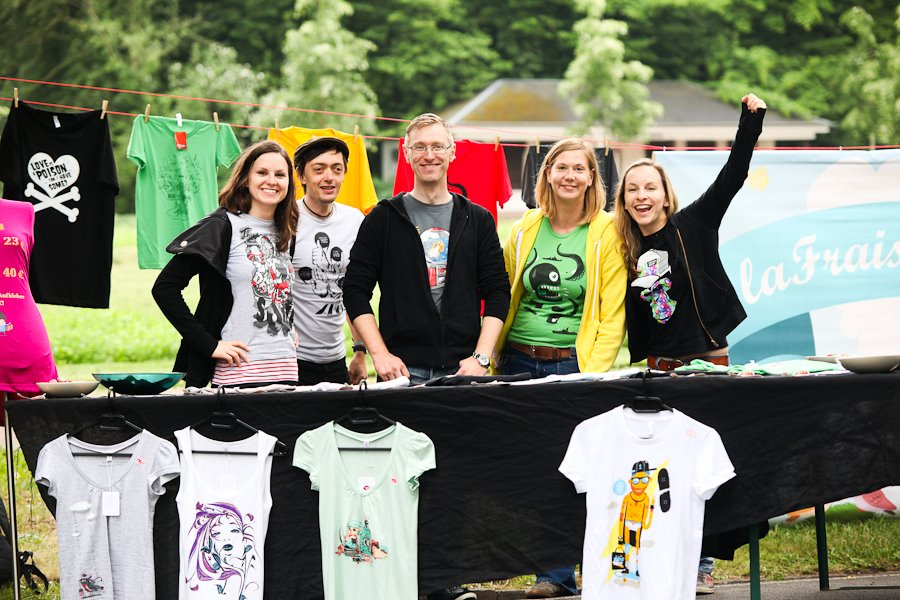
Люди в футболках, які в сучасній культурі вважаються унісекс

Сьогодні поширеним видом одягу унісекс може бути одяг, що складається з сорочки, штанів або їх поєднання, оскільки у західному суспільстві ці речі вважаються підходящими для обох статей. В західному світі і чоловіки, і жінки регулярно носять сорочки та штани, і це стало справжнім фаворитом моди, попри те, що жіночий стиль одягу зберігає надійне місце в жіночій моді.
Ознаки одягу унісекс:
1. Нейтральний крій — простий силует, без акценту на анатомічні особливості (наприклад, прямі сорочки, худі, футболки).
2. Універсальні кольори — переважання нейтральних відтінків (чорний, білий, сірий, бежевий, хакі).
3. Мінімалістичний дизайн — прості лінії, відсутність зайвих деталей, лаконічні фасони.
4. Відсутність декоративних елементів, що прив'язані до статі, скажімо, мінімальна кількість мережива, блискіток або яскравих принтів.
5. Функціональність — одяг орієнтований на зручність і практичність (наприклад, широкі кишені, еластичні пояси).
6. Стандартні розміри — домінування загальноприйнятих розмірів (S, M, L) без поділу на чоловічі чи жіночі.
7. Матеріали — універсальні тканини, зручні для обох статей (бавовна, денім, трикотаж).
8. Базовий набір: футболки, сорочки, джинси, светри, куртки. Ці речі можна легко поєднувати між собою, створюючи різноманітні образи.
9. Образ — відсутність чітких стилістичних асоціацій з певною статтю, що робить одяг підходящим для всіх.

Чому обирають унісекс:
- Універсальність — одна річ може бути використана в різних образах.
- Комфорт — одяг унісекс, як правило, дуже зручний у носінні.
- Свобода самовираження — унісекс дозволяє експериментувати зі стилем і створювати індивідуальні образи.
- Актуальність — це один з найактуальніших трендів сучасної моди.
- Рівність — стиль відображає ідею рівності статей та свободу вибору.

## Мода
Одяг унісекс увійшов у високу моду разом із канадським дизайнером Радом Гурані. Колекція Hourani є першою колекцією унісекс.
Популярні елементи унісекс-гардеробу:
- Оверсайз футболки — вільні футболки, які можна носити як сукню або заправити в штани.
- Джинси прямого крою, які підходять всім.
- Теплі і зручні світшоти — ідеальний варіант для повсякденного носіння.
- Стильні і практичні куртки-бомбери підходять для будь-якого сезону.
- Кросівки — універсальне взуття, яке можна носити з будь-яким одягом.
- Штани-чіноси — універсальні, прямі або трохи звужені донизу.
- Сорочки прямого крою, з нейтральними кольорами або класичною клітинкою.
- Функціональні, без яскравих елементів наплічники.
- Кепки та шапки простих фасонів та нейтральних кольорів.
- Лаконічні моделі прямого силуету тренчів та пальт.